# Loxofidonia stephanitis
Loxofidonia stephanitis là một loài bướm đêm trong họ Geometridae.